# طوبار
الطوبار  هو فن تركيب القوالب التي تُستخدم لوضع الخرسانة غير المتصلدة (الطرية) داخلها، لتكتسب بعد تصلدها (تصلبها). شكل وأبعاد القالب الداخلية.

## تعريف

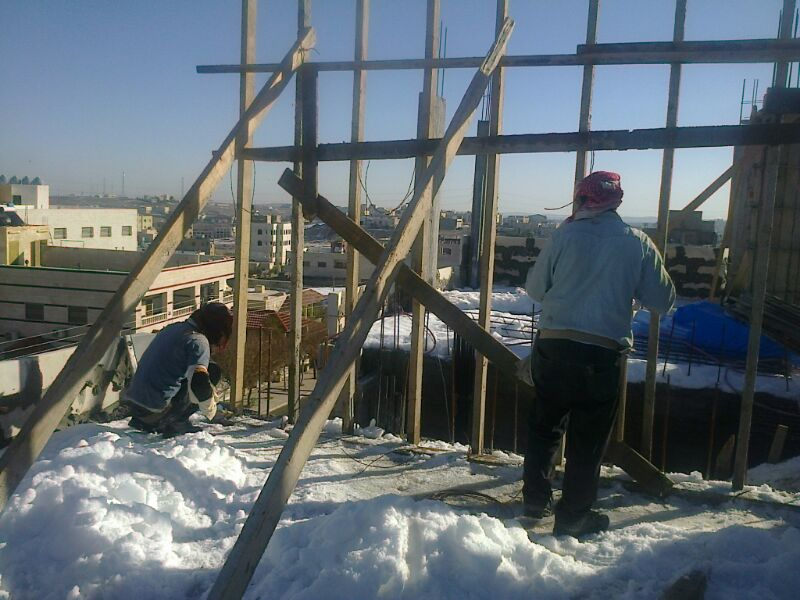
اعمال الطوبار

وهي تشييد مؤقت يستخدم لصب الخرسانة الطازجة داخله بالشكل المطلوب حتى تكتسب قوتها بتصلبها
يجب تدعيم الطوبار قبل صب الخرسانة بالطريقة المناسبة حتى يبقى الطوبار مطابقا تماما للأبعاد والأشكال المطلوبة 
يجب التأكد من مقاومة خشب الطوبار للضغوط الأفقية والرأسية الواقعة علية من الخرسانة الطازجة دون هبوط أو انحراف أو تشوه، وذلك في مختلف العناصر الإنشائية (أسقف، أعمدة، جدران...)

### المواد المستخدمة في أعمال الدعم والشدات
المواد والادوات التي يجب توافرها في المشروع لكي نبدا باجراء عمليه الطوبار
1- الخشب: ألواح 2.5*10 سم
مراين (كريش) 5*10 سم
2– خشب الأبلكاج
3- الزوايا الحديدية للأعمدة
4- المنشار، الشاكوش، المسامير، الشاقول...

### تطوير الطوبار
جرى تطوير الطوبار من نواح عدة أهمها:
استعمال مواد جديدة للطوبار كالمواد المعدنية واللدائن وغيرها.واستخدام تقنيات متطورة في الطوبار كأنظمة الطوبار الزاحف والمتسلق تضمن اختصار الوقت والجهد وقلة التكلفة
عند استخدامها مرات عديدة

### عناصر الطوبار
يتألف الطوبار من عناصر ثلاثة رئيسة هي:
1. القالب: وهو العنصر المخصص لصب الخرسانة داخله، ويعطيه الشكل والأبعاد ونعومة أو خشونة السطح.
ملاحظة: يجب استخدام قطع طوبار خالية من العيوب تجنبا لحدوث تشوهات في سطوح الخرسانة الناتجة.
2. الدَعم: وهو العنصر المخصص لدعم القالب ونقل الأحمال التي يتعرض لها الطوبار إلى ارضية صلبة.
3. السقالة: وسيلة مساعدة تتكون من أرضية عمل مؤقتة مدعومة جيدا يتم إقامتها من مواد الطوبار، ليستعملها العمال
في المراحل المختلفة من العمل.

## الطوبار الخشبي
أنواع الخشب المستعمل في تجهيز الطوبار الخشبي:
أ - الخشب الأبيض: خشب طري أليافه قوية ولكن تماسكها ضعيف، يمتص الماء بسهولة ويصبح عرضه للالتواء أو
التقوس عندما يجف، رخيص الكلفة مقارنة مع غيره، ويفضل استعمال الخشب الأبيض الطري (نسبي اً) أكثر من
الجاف، لقلة تأثره بماء الخرسانة.
ب - الخشب الرقائقي (المعاكس) – التروبلاي - :
أحد أنواع الخشب المصنع، وذلك بكبس طبقات عدة من الخشب على بعضها باستخدام غراء خاص مقاوم للرطوبة،
(20 – ويكون اتجاه ألياف كل طبقة معاكس اً لاتجاه ألياف الطبقة التي تليها.

### التسميات الدارجة للقطع الخشبية
1- اللوح: المورينة: قطعة خشب أساسية في تشكيل هيكل الطوبار والدعمطعة خشبية أساسية في تشكيل قوالب الطوبار،
2-المفتاح: قطعة خشبية تقص بطول مساو لسمك الجدار بين وجهي الطوبار، ويستعمل للمحافظة على سمك ثابت لطوبارالجدران أو الجسور في أثناء شد السلك المجدول
3- المدادة (العرقة): مورينة خشبية تستخدم تحت ألواح التصفيح مباشرة ضمن طوبار السقف.
4- الحمالة (الفرس): مورينة خشبية تستخدم تحت المدادات مباشرة ضمن طوبار السقف.
5- الركيزة (الدعمة): مورينة خشبية توضع تحت الحمالة في وضع رأسي في طوبار السقوف.
ملاحظة: الركائز المعدنية (الجكات) أفضل لقوتها ولوجود لولب مسنن يساعد بالتحكم بطولها
6- الجحش: يستخدم الجحش في دعم طوبار الجسور الساقطة، وأعمال السقالات وطوبار الأدراج وغيرها
7-المقص: دعم طوبار الجدران والأعمدة، في حين تستخدم الأشكال المصغرة منه في دعم طوبار القواعد والأساسات
8-الشكالة: لوح خشبي يستعمل في أوضاع أفقية أو قطرية لدعم الركائز ومنعها من الميلان عن الاتجاه العمودي
9-الحزام (القشاط): مورينة أو لوح أفقي يستخدم لضبط الطوبار وبخاصة في طوبار الجدران والأعمدة حيث تحصر
جميع القوائم (المقصات) على استقامة واحدة
10-المسند: قطعة صلبة من الخشب أو غيره، توضع تحت الركيزة ليتوزع حملها على مساحة أكبر على الأرض أو لإكمال طولها
11-الإسوارة: تركيبة خاصة بطوبار الأعمدة، وتعمل من أصابع أو طبشات وتستخدم لشد جوانب طوبار العمود إلى بعضها
ومقاومة الضغوط الجانبية عند صب الخرسانة.
ملاحظة: الأساور المعدنية أفضل من الخشبية لمتانتها وسهولة فكها وتركيبها

### أسلاك التربيط المجدولة
في أعمال الطوبار ولأغراض التربيط والتثبيت نستخدم مسامير وأسلاك مجدولة وقضبان تسليح بقطر (6) مم أو (8) مم.
أ - المسامير: وهي عادة بقياسين:
1. مسامير بطول 60 مم لتثبيت الألواح مع بعضها أو مع المراين.
2. مسامير بطول 100 مم لتثبيت المراين مع بعضها أو مع المرابيع
ب - أ سلاك التربيط المجدولة ومن وعيوبها:
قد تتمدد عند عدم كفاية شدها في أثناء التربيط.و قابلة للصدأ وبذلك تضعف وقد تنقطع عند الصب والرج لذلك فقضبان التسليح مفضلة عليها.

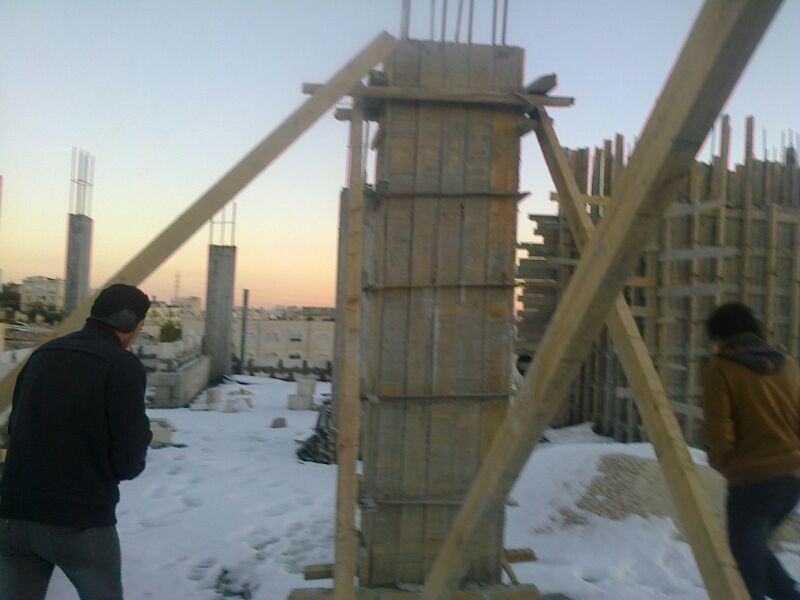
عمليه تثبيت طوبار العمود

### العناية بأخشاب الطوبار
تنظيفها من المسامير وبقايا الخرسانة.
و تنظيفها بالهواء المضغوط وغسلها بالماء.
ومعجنة الثقوب والتشققات قبل التخزين.
وتخزينها مصنفة ومرتبة حسب النوع والأقيسة المختلفة 
ورفعها عن الأرض في صفوف أفقية وعمودية تمنع تقوسها.
وأن يكون مكان التخزين ذا تهوية جيدة، لا يساعد على التعفن ومنع وصول الماء إليها.
وإبعاد مصادر النيران ومسبباتها عن مكان التخزين.وأن يكون المستودع مسقوف عًند التخزين لفترات طويلة.
وحراستها من الضياع والسرقة وحمايتها من القص والنشر.

## متطلبات الطوبار (بشكل عام)
يجب أن تتوافر في أعمال الطوبار المتطلبات التالية:
الدقة. (أبعاد القالب)
والقوة.
والاستقامة والشاقولية.
والنعومة وخلوه من التشققات.
ومتانة التركيب بين الأجزاء المختلفة.
وأن يكون محكم ا وًمانع ا لًتسرب الروبة الإسمنتية.
وأن يكون سهل الفك

### احتياطات السلامة في أعمال الطوبار
1. الحذر عند رفع الأشياء الثقيلة.
2. مسك المطرقة واستخدامها بشكل صحيح.
3. استعمال العدة بشكل صحيح خوف ا مًن سقوطها على العمال.
4. التسمير بطرف الشاكوش في المناطق الضيقة.
5. عدم إلقاء القطع الخشبية الصغيرة التي تحتوي على مسامير على الأرض خوف ا مًن سير العمال عليها.
6. الحذر الشديد عند نقل الألواح الطويلة في المناطق المرتفعة وبخاصة عند وجود رياح شديدة.
7. عدم السير على أطراف الألواح الخشبية أو إلى الخلف في الأماكن المرتفعة.
8. وضع إشارات تحذيرية للمشاة.

## طوبار القواعد والجسور الأرضية
طوبار قواعد الأعمدة: يتكون من جزأين أساسيين هما:
1. جوانب القاعدة: ألواح تجمع مع ا بًأصابع ويكون عددها مناسب ا لًارتفاع القاعدة والمسافة بين الأصابع لا تزيد على
80) سم.)
2. دعم القاعدة: يتكون من مقصات قصيرة، ويمكن استعمال أثقال وجوانب الحفر للدعم في بعض الحالات.
خطوات تركيب طوبار القاعدة المربعة أو المستطيلة:
1. وضع جوانب القاعدة في موقعها المحدد وحسب الأبعاد.
2. مراعاة عدم قص الخشب ما أمكن، واللجوء إلى ترك الألواح «طائرة» في الزوايا.
3. دعم الجوانب بمقصات قصيرة من الخارج أو بأوتاد أو بأثقال أو باستخدام جوانب الحفر.
4. مدَ أسلاك تربيط بين الجنبين المتقابلين وشدها

### طوبار القواعد المتدرجة
يتم أولا وًضع طوبار القاعدة السفلى، وتصب الخرسانة، وعندما تجف يوضع طوبار القاعدة العليا (الأصغر) وتثبت
بالاستعانة بالقاعدة السفلى.

### طوبار القاعدة ذات الجوانب المائلة
1. يعمل أولا صًندوق بعمق (10) سم وبأبعاد القاعدة السفلى.
2. يوضع فوقه الطوبار المائل الذي يتألف من جنبين على شكل شبه منحرف.
3. يوضع الجنبان الآخران لإغلاق القاعدة / لا حاجة للقص .
4. يوضع حديد التسليح قبل وضع الطوبار المائل .
5. دعم الطوبار المائل بتربيط أسلاك وشدها ووضع أثقال .

### طوبار الجسور الأرضية
• يتألف من جنبين متقابلين، يوضع الأول مستقيم ا وًيدعم بمقصات قصيرة متباعدة بمقدار (2) م، ثم يوضع الجنب
المقابل على بعد يساوي عرض الجسر الأرضي ويحافظ على البعد نفسه بوضع عارضات بينهما، كل جنب يتألف من
ألواح يتناسب عددها مع عمق الأساس المطلوب، وإذا زاد ارتفاعها تدق مسامير في الجنب من الداخل كعلامات تبين
حد الصب .
- - ملاحظة: في حالة انحدار الأرض، تعمل الجسور بشكل قصات متدرجة

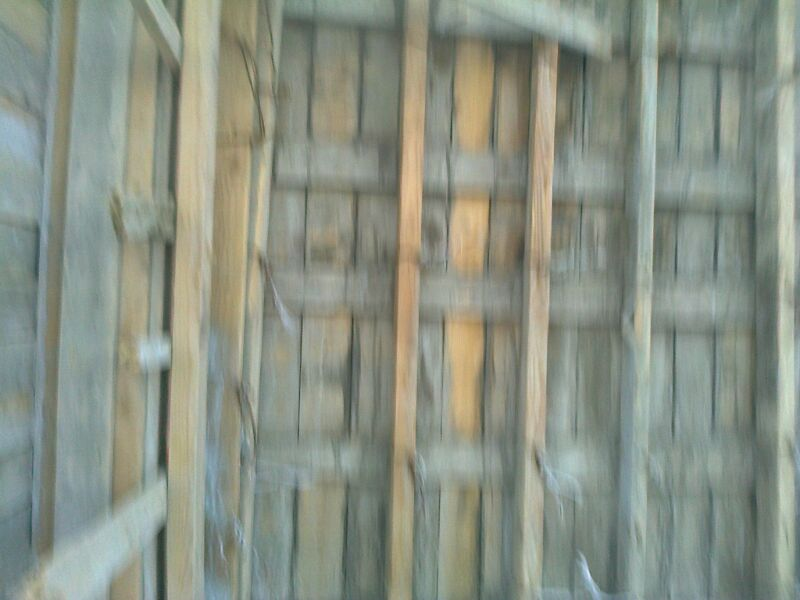
طوبار الجدران الاستناديه

### طوبار الجدران الإستنادية المائلة
أ - وضع مراين مائلة للدعم بواقع مورينة مقابلة لكل مقص أو قائم في الواجهة العمودية وتثبت معها بطبشات
مؤقتة وتكون المسافة بين المورينتين من الأسفل مساوية سمك الجدار من الأسفل + (5) سم ومن الأعلى
مساوية سمك الجدار من الأعلى + (5) سم .
ب - تثبيت المراين المائلة بأحزمة أفقية من الخارج .
ت - تصفيح الوجه الخارجي المائل ووضع المفاتيح .
ث - شد المراين المتقابلة بأسلاك تربيط .
ج - وضع مواسير لتسريب المياه (بكايات).

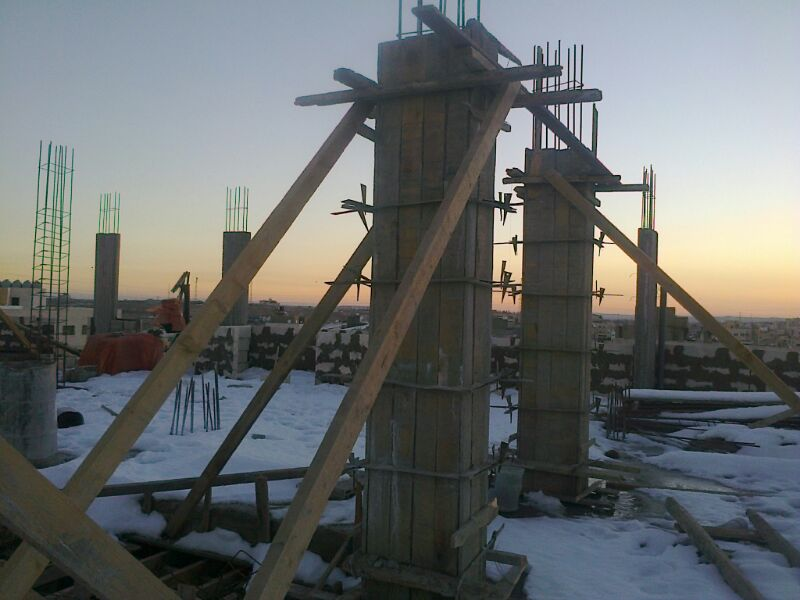
طوبار الأعمدة

## فك طوبار الأعمدة والجدران والقواعد
ينزع الطوبار بعد تصلب الخرسانة واكتسابها القدرة على حمل نفسها والأحمال الواقعة عليها ويراعى عند الفك ما يأتي:
1. عدم الإضرار بالخرسانة .
2. عدم إحداث اهتزازات أو صدمات.
3. عدم إتلاف أخشاب الطوبار .

### وتعتمد المدة اللازم انقضائها قبل المباشرة بفك الطوبار على
1. درجة حرارة الجو .
2. نوع الطوبار .
3. موقع الجزء المراد فكه

## طوبار السقوف والجسور والأدراج
طوبار السقوف: تقسم الجسور التي تحمل السقوف من حيث الشكل إلى:
أ - الجسور الساقطة: تتدلى أسفل السقف وتستعمل لحمل السقوف المصمتة .
ب - الجسور المخفية: تكون بسمك السقف وتتميز بإعطاء مظهر جمالي للسقف وتلائم سقوف الربس .
ج - الجسور المقلوبة: يكون بروزها عن السقف معكوس ا إًلى الأعلى بدلا مًن الأسفل وتستعمل في حالات
خاصة يصعب من الناحية الفنية أن تتدلى إلى الأسفل

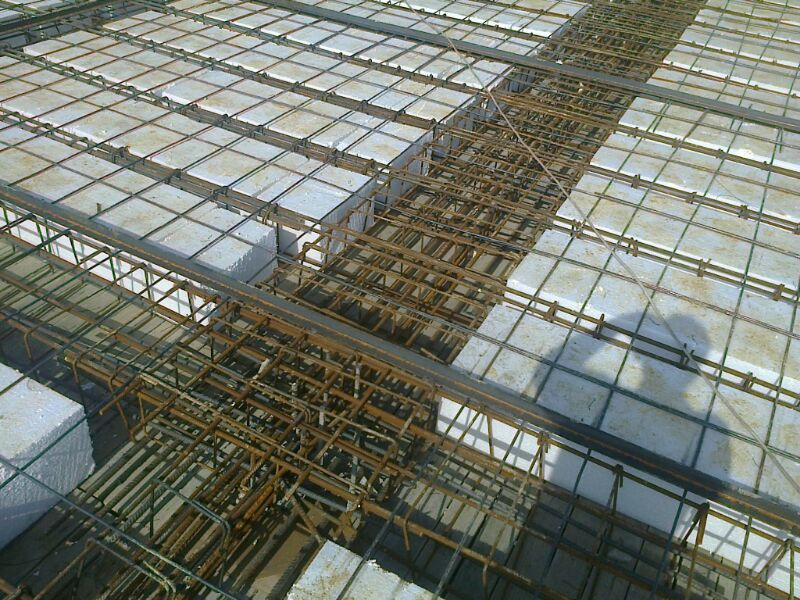
طوبار السقوف والجسور

### أمور يجب مراعاتها في أثناء طوبار السقوف
1. عدم الإكثار من المسامير في الخشب لتسهيل فكه .
2. وضع الدعم على أرضية صلبة واستخدام مساند لمنعها من الهبوط.
3. أن تكون الدعمات شاقولية، وفي خطوط مستقيمة وفي صفوف متعامدة ومربوطة بشكالات.
4. وضع طبقتين من الشكالات عندما يزيد الارتفاع على (4) م .
5. تركيب طوبار السقف أفقيا وضبط ذلك بالميزان والخيط .
6. لا حاجة لرفع طوبار السقف في الوسط (كما في الجسور)
7. يراعى خصوصية الطوبار المعدني للسقوف .

### طوبار الدرج
العناصر التي تتحكم في طوبار الدرج:
1. نوع الدرج وشكله: مستقيم بشاحط واحد، شاحطان أو أكثر دائري، حلزوني .
2. تصميم الدرج وطريقة ارتكازه .
3. أبعاد الدرج وقياساته .
4. درجة ميلان شاحط الدرج عن الأفقي .
5. موقع الدرج: خارجي، داخلي، طابق أرضي، علوي

### أجزاء القالب المستعمل لطوبار الدرج
أ. طوبار البسطة: تكون البسطة أفقية
ب . طوبار الشاحط: يكون مائلا .
ت . ا لدعم: مراين كما في السقوف
ث . جنب الدرج: من ألواح خشبية .
ج . أ لواح تشكيل الدرجة: تثبت عرضيا على جنب الدرج

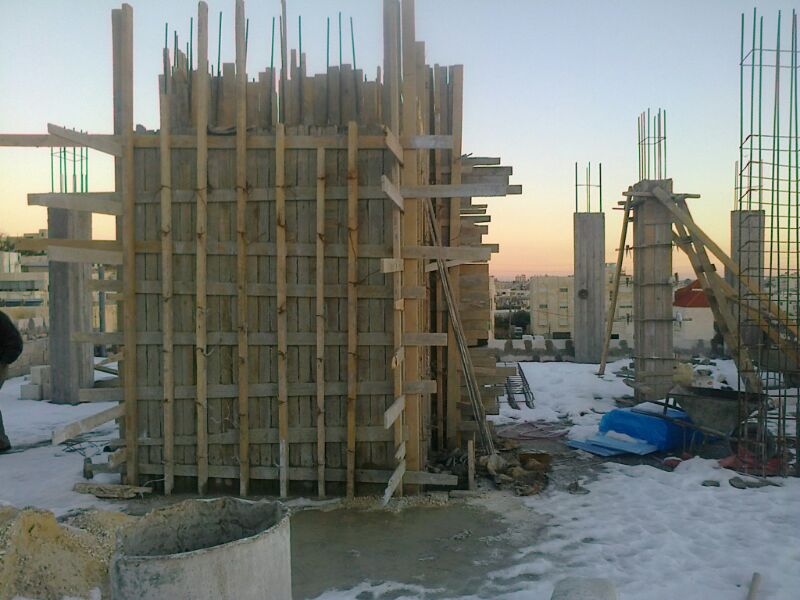
تجهيز عمليه الطوبار لبدء صب الخرسانه

### خطوات عمل طوبار الدرج
خطوات عمل طوبار درج ستقيم يرتكز على جدار جانبي:
1.عمل طوبار الوجه الخارجي للجدار .
2. تحديد منسوب أسفل البسطات والشاحط، ورسم ذلك على طوبار وجدار الارتكاز.
3. عمل طوبار الوجه الداخلي حتى منسوب أسفل الشاحط والبسطات وصب الجدار لغاية ذلك المنسوب .
4. عمل طوبار البسطات الأفقية والشاحط المائل كما في طوبار السقوف .
5. في حالة عدم وجود جدار جانبي للارتكاز يعمل طوبار الشاحط مرتكزا على البسطات (العلوية والسفلية).
6. تثبيت جنب الشاحط المائل وتركيب ألواح عرضية لتشكيل الدرجات .
7. صف حديد تسليح طولي وعرضي وحديد الدرجات وصب الدرج بما في ذلك سمك الجدار .
8. إكمال طوبار الوجه الداخلي أعلى الدرج .
9. مراعاة الفروق والاختلاف بين هذا النواع والأنواع الأخرى من الأدراج .

## السقالات الخشبية
وهي نوعان:
أ -الأفقية: وأبسطها تتكون من ألواح تربط من طرفيها بحبل متين يتدلى من السقف وتظل السقالة معلقة كأرضية عمل .
ومن أنواعها ألواح توضع على جحوش داخل الأبنية ويستعملها عمال القصارة.
ب -المائلة: تشبه شاحط الدرج وهي منحدر خشبي وتستخدم كممرات ويراعى عند عملها ما يأتي:
1. أن يكون عرضها كافيا لاستخدامها بأمان للصعود والنزول في آن واحد .
2. ألا تزيد زاوية ميلها على (45) درجة عن الأفقي .
3. وضع خشب حماية جانبية لها (دربزين).

## أسعار أخشاب الطوبار
أسعار المتر المكعب من خشب الطوبار في السوق المحلية استقرت منذ بداية العام بين 240 إلى 245 دينارا للمتر المكعب، مقارنة بـ 215 دينارا خلال العام الماضي.إن ارتفاع أسعار خشب الطوبار العام الحالي مقارنة بالعام الماضي جاء نتيجة ارتفاع اسعار الجذور الرومانية بالإضافة إلى توجه الصين لشراء الجذور من مصادر متعددة وإعادة تصنيعها وتصديرها
وأوضح الشوى أن 90 % من خشب الطوبار في السوق المحلية من منشأ روماني وألماني، وأن الطلب على خشب الطوبار متواضع.
فإن أسعار خشب الطوبار في السوق المحلية تعتمد على الأسعار في بلد المنشأ، وتتأثر بشكل مباشر في حال طرأ تغير على أسعارها هناك.ويستخدم الخشب الأبيض في المملكة للطوبار، وهو عبارة عن ألواح سمك 2.5 سم بعرض 10 سم وبأطوال مختلفة من 2م إلى 4م، وعند تجميع العمود مقاس 40×25 سم، يتم تركيب 4 لوحات من جهتين (=40سم) والعرض 3 لوحات (=30سم).يشار إلى أن خشب الطوبار المستخدم في البناء، يتم استخراجه من أشجار سبروس Spruce أو نوع Fir فير؛ إذ يتم خلط النوعين مع بعضهما البعض لإنتاج خشب الطوبار.